# Кабинков лифт „Симеоново – Алеко“
Кабинковият лифт „Симеоново – Алеко“ е въжена линия с шестместни кабинки, свързваща квартал Симеоново на София с хижа „Алеко“ на Витоша. Използва се целогодишно – през лятото за превоз на туристи от града до високите части на планината, а през зимата за транспорт на скиори до ски зона „Алеко“ и пистите „Витошко лале“.

## История
Лифтът е изграден от австрийската фирма „Допелмайер“ през 1982 – 1983 г. във връзка с провеждането на Лятната универсиада през 1983 г. Заедно с него се построяват и ски писти „Витошко лале“ 1 и 2, както и двата обслужващи ги седалкови лифта. По време на строителството е заснет документалният филм „Сребърните струни на Витоша“.
На 4 април 1983 г. лифтът е официално открит. До 2007 г. е собственост на Столичната община и се управлява от общинското дружество „Въжени линии“ ЕАД.
През 2002 г. общината ремонтира лифта основно, влагайки 350 000 лева.
През 2005 г. кметът на София Бойко Борисов назначава нов Съвет на директорите на „Въжени линии“ ЕАД и две години по-късно дружеството е продадено на „Витоша ски“ ЕАД – фирма, свързвана с Цеко Минев, приватизирала преди това и всички други витошки лифтове и влекове (с изключение на „Заека“, собственост на Министерството на младежта и спорта). По време на продажбата член на Надзорния съвет на Столичната агенция по приватизация от квотата на кмета Борисов е Йорданка Фандъкова (следващия кмет на София).
За последно лифтът работи през есента на 2023 г., когато след авария е спрян. През май 2024 г. е обявено, че лифтът не може да се ремонтира и е спрян за постоянно.

## Характеристики
- Денивелация: 1076 метра[8]
- Дължина: 6270 метра[8]
- Статичен капацитет: 1500 души (250 кабинки с по 6 места, движещи се със скорост 4 m/s) [8]
- Станции: 4 (2 крайни, 2 междинни)
- Брой стълбове: 60
- Пътуването трае 27 минути[8]

Цялото обслужване е автоматизирано.

## Станции

### Симеоново
Началната станция, намираща се на 727 м надморска височина, е разположена между столичния квартал Симеоново и Околовръстния път. До нея се стига с автобус №123 (от автостанция „Гео Милев“). Станцията е двуетажна сграда с бюфет на долния етаж, а пред нея има информационно табло на Планинската спасителна служба, даващо данни за обстановката в планината.

### Първа междинна станция
Първата междинна станция се намира на 1377 м надморска височина, в близост до главната туристическа пътека между квартал Симеоново и Черни връх. В нея завършва първата отсечка на въжената линия. В станцията кабинките се поемат автоматично от друго въже, без да се налага пътниците да слизат и да се прехвърлят.

### Втора междинна станция (Витошко лале)
През втората междинна станция, намираща се на 1520 м надморска височина, минават и спират само кабинките, отиващи нагоре. Слизащите кабинки минават встрани от станцията, не влизат в сградата и не се откачат от въжето. Втората междинна станция се ползва предимно зимата от скиори, които се прехвърлят на 3-седалковата въжена линия „Лалето-1“, обслужваща пистата „Витошко лале-1“.

### Хижа Алеко
Горната лифтова станция се намира на 1810 м надморска височина, на равнището на хижа „Алеко“ и непосредствено до нея. Изходен пункт на много туристически пътеки на Витоша.

## Реконструкция и бъдещ интермодален терминал „София юг“
В началото на 21. век с развитието на софийското метро се появяват идеи за реконструкция на Симеоновския лифт с нова начална станция, намираща се южно от Софийския околовръстен път, която прави връзка с метрото при някоя от бъдещите му южни станции, за по-голямо удобство на пътуващите към Витоша. В годините след изграждането на участъка на първия метродиаметър между „Младост 1“ и „Бизнес парк“, при обсъжданията за разширяването на метрото, южно от „Бизнес парк“, в Столичния общински съвет възникват спорове дали е по-удачно трасето да продължи на югозапад (до планираната нова долна лифтова станция) или на югоизток (до кв. „Горубляне“). Привържениците на идеята метрото да прави връзка с лифта, „София Ринг Мол“ и магазин ИКЕА смятат, че в дългосрочен план, когато се застрои зоната на север от Околовръстния път, метрото ще придобие смисъл и за живущите там, а противниците твърдят, че строенето на метро до търговска, слабо населена зона, не е добре обоснована инвестиция, и че прогнозите за развитие на жилищната зона не са достатъчни, за да се обоснове транспорт с голям капацитет.
Общинското предприятие „Софияплан“ изготвя подробен комуникационно-транспортен план за развитието на трамвайната мрежа в югоизточните части на София, който включва възстановяване на трамвайната линия до кв. „Дървеница“ и нейно продължение до бъдещата начална станция на лифта. Планът предвижда също и създаване на интермодален терминал „София юг“, който освен връзка между трамвайната линия и лифта, включва и междуградска автогара, паркинг и спирка на автобусите от градския транспорт.
След окончателното спиране на Симеоновския лифт през 2024 г., темата за неговата реконструкция отново става актуална. На 2 април 2025 г. кметът на София Васил Терзиев представя „Визия за Витоша“ , според която планината трябва да се развива като целогодишно място за спорт и отдих. След представянето кметът заявява, че до 30 август 2025 г. очаква от собственика „Витоша ски“ проект за реконструкция на Симеоновския лифт.
На 12 юли 2025 г., дни след проведена работна среща между министъра на туризма Мирослав Боршош, министъра на спорта Иван Пешев, представители на държавната и местната власт, както и други заинтересовани страни, „Витоша ски“ внася проект при правителството на Росен Желязков за реконструкция на лифта, който включва удължаването му с нова станция, южно от Околовръстния път. Проектът предвижда да се изградят нови фундаменти за стълбове, различни от местата на досегашните, като общият брой стълбове ще бъде намален. „Витоша ски“ твърди, че за да бъде приведен проектът в готов вид са необходими „незначителни изменения в Закона за горите“.

## Галерия
- Част от маршрута с изглед към София
- Долната станция на лифта в Симеоново (отвътре)
- Долната станция на лифта в Симеоново (отвън)